# استان سور لیپز
استان سور لیپز (به اسپانیایی: Provincia de Sud Lípez) یکی از استان‌های بولیوی در بولیوی است که در شهرستان پوتوسی واقع شده‌است. استان سور لیپز ۲۲٬۳۵۵ کیلومتر مربع مساحت و ۴٬۹۰۵ نفر جمعیت دارد.